# 基督教神召會梁省德小學
基督教神召會梁省德小學（英語：Assembly of God Leung Sing Tak Primary School），為一所位於香港新界將軍澳的全日制津貼小學，前身為1997年在現址創立的新界婦孺福利會梁省德學校（將軍澳），於2010年改為現名。

## 歷史
此校原先為「新界婦孺福利會梁省德學校（將軍澳）」，於1997年在現址創校，為原辦學團體開設的第二間小學，並以該機構創辦人梁省德冠名。
由於適齡學童人數減少，加上自創校起已出現管治不當的問題，導致收生不足，此校曾於2010年初接獲「殺校」令。不久，此校獲竹園區神召會注資300萬港元接辦，因而得以續辦至今，並於2010年9月起改名為「基督教神召會梁省德小學」。
而在被接辦同年的11月，新辦學團體亦在此校開始建立教會，名為「竹園區神召會坑口堂」，並於翌年1月舉行獻堂禮。

## 校舍
此校為一座1995年版小學靈活式校舍，佔地約8,500平方米，設有30間課室及各種特別室。
此校連同紅磡黃埔花園的另外兩間小學，為全港首批同款校舍之一，於1996年5月動工，並由金葵發展承建。值得一提的是，此校的動工時間較上述另外兩座校舍略早，因而成為全港同類校舍的樣辦。

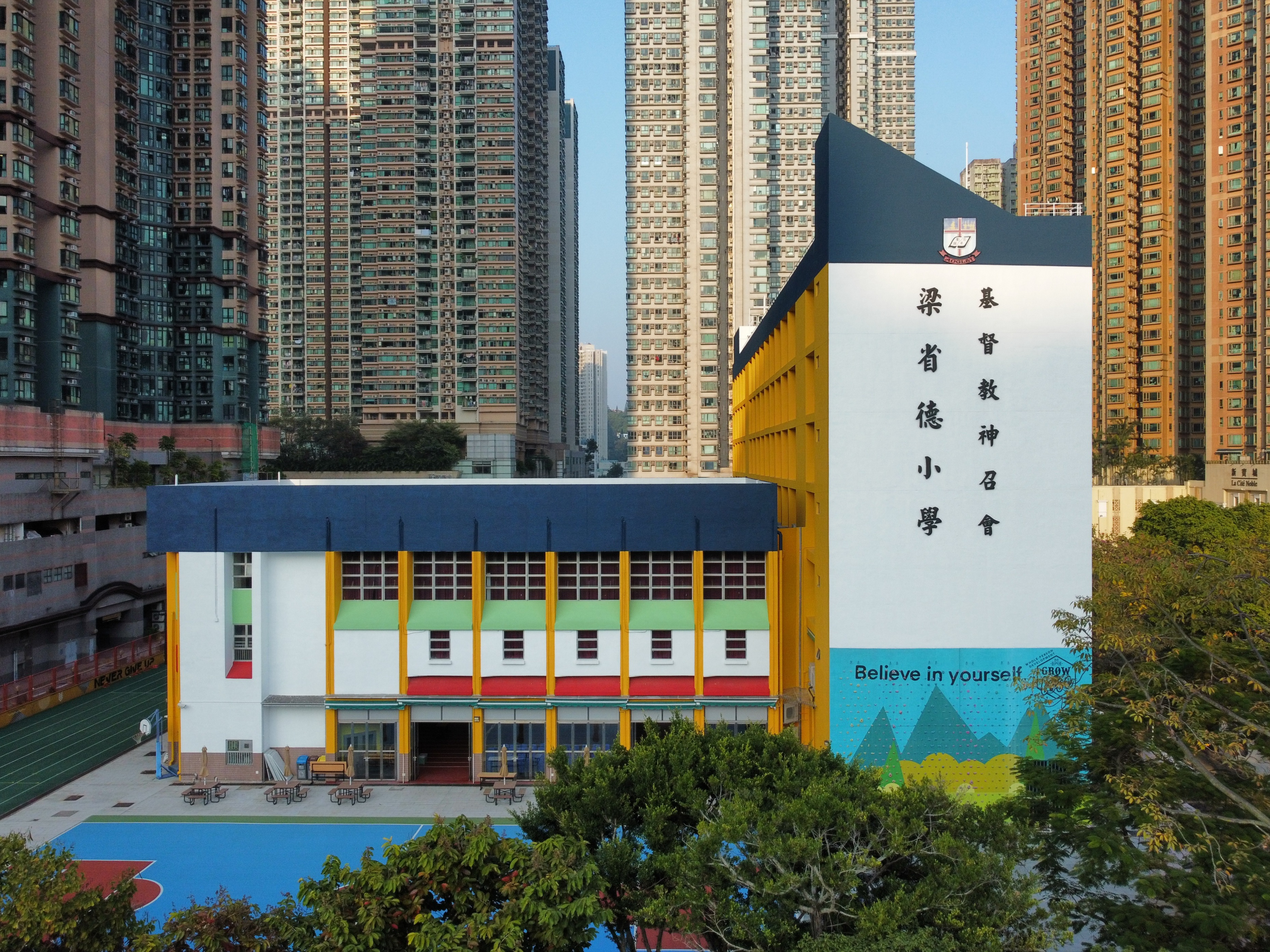
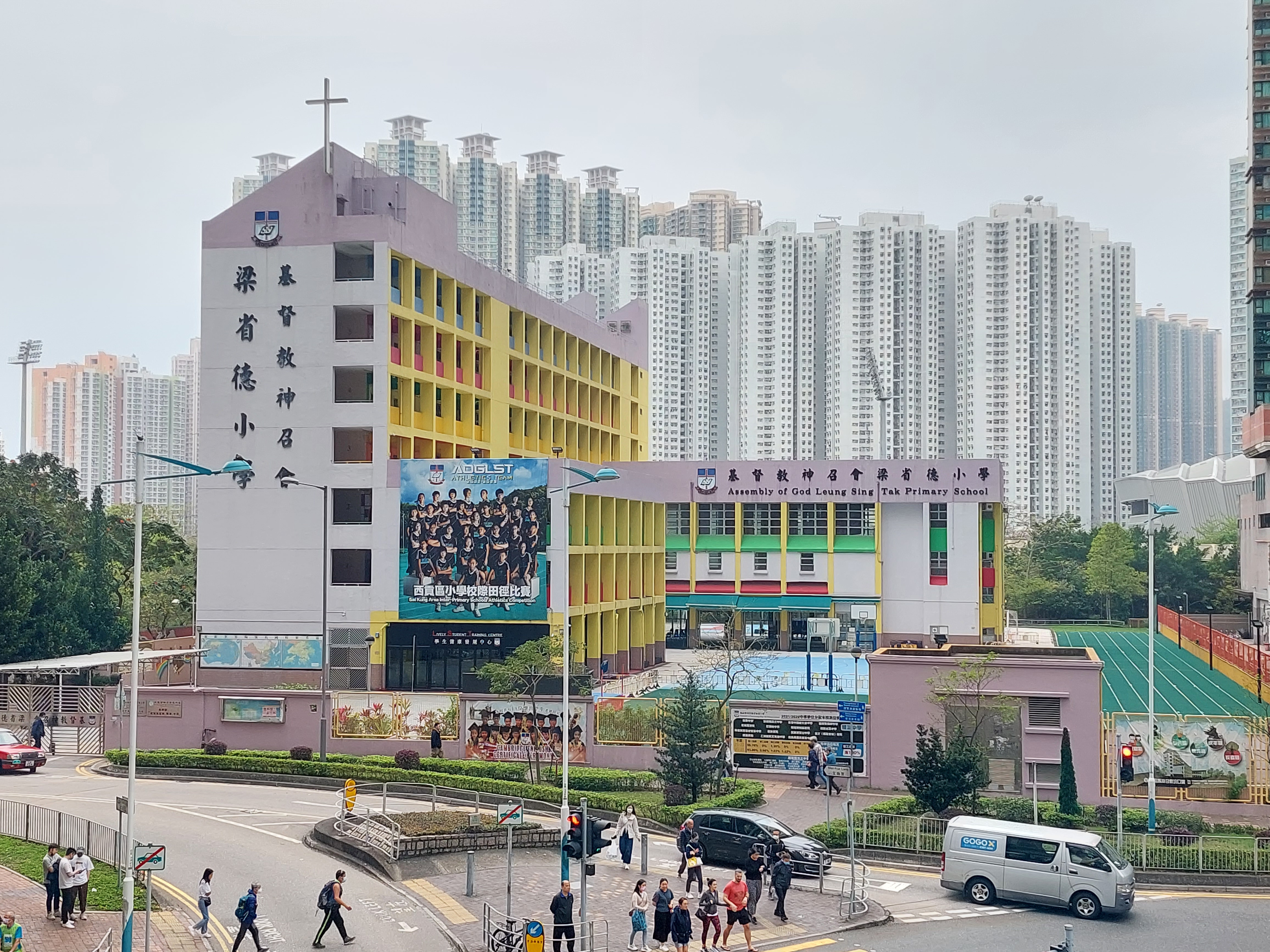
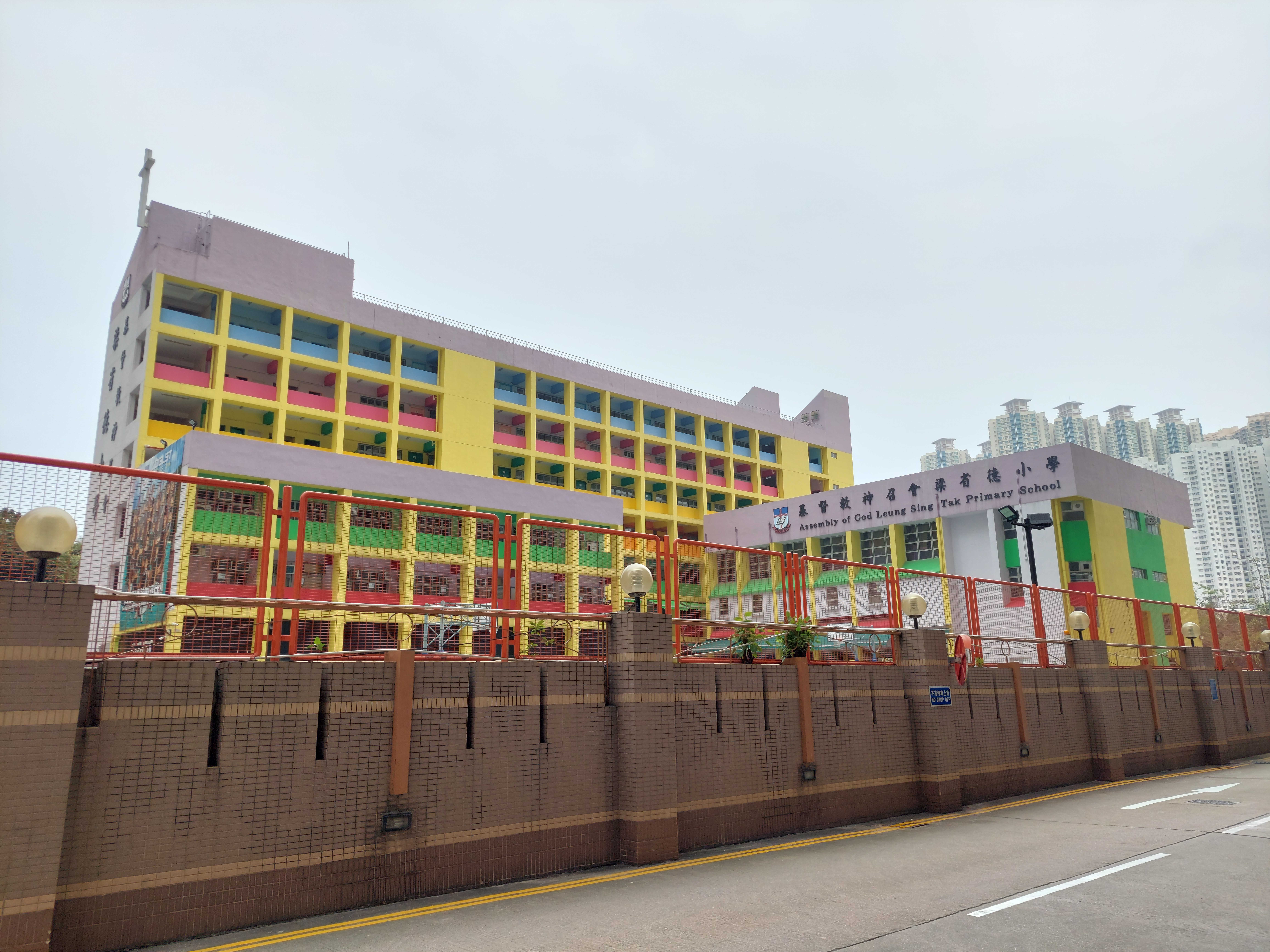

## 歷任校長
- 梁肇祺先生（1997年-？，創校校長，因騙取公款案離任）
- 鄭少傑先生（？-2010年，第二任，及後學校由竹園區神召會接辦）
- 張麗君女士（2010年履新，現任校長）

## 事件
- 2000年11月3日，此校的創校校長梁肇祺連同其弟，被控於1997年9-12月間以假發票騙取學校公款罪成，於觀塘裁判法院被判罰款15,000元[9]。
- 2002年4月21日，39歲婦人李少芳疑因情變，與其子女在將軍澳家中一同燒炭自盡，當中身亡的7歲長子李啟朗生前就讀此校。事後，教育署立即派出教育心理專家，向此校師生提供緊急輔導[10]。
- 2012年12月17日下午，此校一名就讀小五的9歲男生，在下課回家途中，於厚德邨險被一名年輕男子拐帶，但最後成功反抗，並由家長報警[11]。

## 註解
1. ↑  即黃埔宣道小學及葛量洪校友會黃埔學校

## 外部連結
- 基督教神召會梁省德小學官方網站（页面存档备份，存于）